# 趙直
趙 直（ちょう ちょく、生没年不詳）は、中国後漢時代末期から三国時代の人物。夢占いを得意とした。『三国志』に伝はないが同書において、蜀漢の重要人物との関わりが残されている。『三国志集解』では楊儀伝に登場する都尉の趙正と同一人物と記す。

## 夢占い
何祗の場合
何祗がまだ、世間から評価を受けていなかった頃に見た「井戸の中に桑が生えている夢」について、桑は井戸の中には本来ないものであるから植え替えなければならない事、また、桑の字（その異体字である「桒」）は「十」の字四つの下に「八」を書くものである事から、何祗が出世するという事と、48歳で死ぬ事を予言した。何祗はその後、楊洪の引き立てで蜀漢に仕えて郡太守にまで出世し、48歳で死去した。

蔣琬の場合
蔣琬が県長だった頃に見た夢である「1つの牛の頭が門前に転がり、血をたらたらと流す夢」について、血は「宰相」を示し、牛の角と鼻は「公」の象徴であると読み解き、宰相となり公にまで昇進すると予言した。延熙2年（239年）、蔣琬は大司馬に昇進した。

魏延の場合
建興12年（234年）、諸葛亮最後の北伐（五丈原の戦い）で、魏延が従軍した時に見た「頭に角が生える夢」について、魏延の質問に対し、「麒麟は角を持っていますが、それを自ら用いる事はございません。これは戦わずして敵が壊滅する象徴であります」と説明した。しかし魏延が退席した後、側にいた者に「『角』という字は『刀』を『用いる』と書く。頭の上に刀が用いられる（＝首が落とされる）のだから、不吉な事この上無いわい」と述べた。その後、魏延は楊儀と対立を続けるも、敗走して漢中に逃亡するが、楊儀の命を受けた馬岱によって、息子たちとともに斬殺された。
小説『三国志演義』でも登場し、そこでは魏延との逸話が採用され、魏延の最期を暗示する演出となっている。その経緯を費禕に話して、費禕から誰にも漏らさないように釘を刺されている。その後、魏延は蜀に反逆して、南鄭に籠城する楊儀と対立するも、生前の諸葛亮の密命を受けた副将の馬岱に斬殺された。

## 参考資料
- 陳寿『三国志』
- 羅貫中『三国志演義』